# باشگاه فوتبال سموراگون
باشگاه فوتبال سموراگون (انگلیسی: FC Smorgon) یک باشگاه فوتبال در شهر سموراگون بلاروس است. این باشگاه در لیگ دسته اول فوتبال بلاروس بازی می‌کند. این باشگاه در سال ۱۹۸۷ تأسیس شده‌است.